# Jelenov (Rejštejn)
Jelenov je malá vesnice, část města Rejštejn v okrese Klatovy v Plzeňském kraji. Nachází se asi 3,5 kilometru jižně od Rejštejna. Je zde evidováno 6 adres. K roku 2021 zde trvale žilo šest obyvatel.
Jelenov leží v katastrálním území Svojše o výměře 10,5 km².

## Historie
První písemná zmínka o vesnici pochází z roku 1790.

## Obyvatelstvo
| Rok            | 1869 | 1880 | 1890 | 1900 | 1910 | 1921 | 1930 | 1950 | 1961 | 1970 | 1980 | 1991 | 2001 | 2011 | 2021 |
| -------------- | ---- | ---- | ---- | ---- | ---- | ---- | ---- | ---- | ---- | ---- | ---- | ---- | ---- | ---- | ---- |
| Počet obyvatel | 68   | 84   | 99   | 90   | 89   | 0    | 88   | 0    | 24   | 16   | 6    | 2    | 6    | 5    | 6    |
| Počet domů     | 9    | 13   | 11   | 11   | 12   | 10   | 10   | 0    | 0    | 2    | 2    | 4    | 7    | 4    | 4    |

## Obecní správa
Při sčítání lidu v letech 1850–1899 Jelenov byl osadou obce Kozí Hřbet v okrese Sušice. V následujícím období byla osada úředně zrušena a jako část města Rejštejn byla obnovena roku 1960 v okrese Klatovy.